# Раду I
Раду I (рум. Radu I бл. 1330–1383) — господар Волощини між бл. 1377 — та 1383 роками, є сином Ніколає Александру, брат свого попередника Владислава I, ототожнювався багатьма істориками з легендарним Раду Негру, міфічним засновником середньовічної Цари Роминяски, засновник перших установ та законодавиць держави. На основі історичних аргументів які дійшли до сьогодення не можна зробити ясних висновки для зв'язка цих двох осіб.

## Початок правління
Він, можливо, почав своє правління як єдиний правитель після 9 липня 1374 року. На жаль, немає ніяких волоських документів, які можуть підтвердити його царювання. Є кілька зовнішніх згадувань про нього, в першу чергу документи Угорського королівства та сучасної італійської хроніки, а також пізніх записів та фресок, написаних на стінах собору Куртя-де-Арджеш і важливої кількості монет (дукати, динари і бани), які чеканів воєвода. У 1377 році під тиском Угорщини та волоської боярської опозиції правитель Волощини Владислав I змушений був поступитися волоським престолом своєму молодшому братові Раду I.

## Конфлікти з Угорським королівством
Відносини з угорською королівською владою під час його правління залишалися напружені, в результаті збройних конфліктів. Деталі цих боїв залишаються неясними. Італійська хроніка «Cronaca Carrarese» розповідає про похід угорського короля Людовика Великого між 5 липня — та 14 серпня 1377 року з метою підпорядкування господаря Раду I. Ці напружені відносини, яким передував бій, підтверджуються регістрами Венеційської республіки, де в тому ж році, з'являється велике замовлення військових обладунків, які зроблені для волоського воєводи. Ці обладунки повинні були носити ті «armadura da cavali» (війська Волощини), кількістю 10.000 (трохи перебільшена), які були переможені в битві проти угорського короля, як вказано в італійським літописі.
Важко сказати, чи війська волоського воєводи були дійсно переможені, з документів Угорського королівства, які були опубліковані в наступному періоді, здається, що угорський король раніше мав намір підкорити невірного воєводу. Таким чином, 19 листопада того ж року, король обіцяв саксонським торговцям з трансильванського Брашова, що якщо Волощина стає його володінням, він знижує збори, навпаки, в порядку, вказаному поміщикам Оршови в 1382 році, через які він був зобов'язаний заборонити вести будь-яку зовнішню торгівлю товарами з Волощиною і оберігати межі «день і ніч» звітувати все що сталося, в той же час Северін та Оршова з'являється як прикордонні пункти, таким чином, припускають, що східна частина Банату була приєднана до волоського воєводи Раду I.
Можливо, пов'язана з цим фактом дивна назва дана воєводі в біографії Сигізмунда Люксембурга, в якому, говорячи про Влада Дракулу, Сигізмунд сказав, що він був сином «Merzeweydan» (Мірчі) і онук «Pankraz dem Weisen» (Панкраз Мудрий). Ім'я Панкраз (Панкрат) пояснюється спотвореним ім'ям Раду Бан(Пан) (бан Северіну, назва взята після завоювання території). Тим не менш, волоський воєвода, в іншому угорському документі, який є сучасником подій 1377 року носить також дивну і незрозумілу назву «Годон».

## Інші діяння

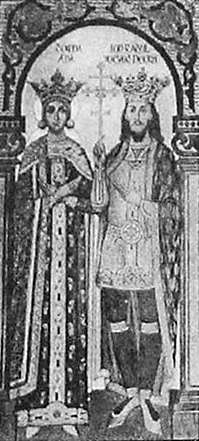
Раду I зі своєю дружиною Аною Калініцою

Важливою подією пов'язаною з правлінням Раду I є перевезення останків святого Філофті з Тирново в Куртя-де-Арджеш, подія, яка відбулися в 1384 році, в собор в Куртя-де-Арджеш, який став сховищем останків святого і чиїм ктитором був Раду I з братом і батьком. Його діяльність як ктитора релігійних установ робить його одним з найактивніших правителів Волощини, будівництво великої кількості церков в Тісмана, Козіа і Котмяна були найважливішими. Крім того, під час його правління були побудовані два католицьких собори — в Северіні (1380 рік) і Арджеші (9 травня 1381 року) і також католицький монастир у Тирговіште.
Ще один важливий і спірний момент в його житті представлено правління в Відінському царстві. В основі цієї теорії є нерозбірливі написи на стінах собору Куртя де Арджеш, в якому деякими дослідниками, виявлені титул «domn singur stăpânitor al Ungrovlahiei, al Vidinului și al oblastiei Vidinului» («єдиним правителем Угровлахії, Відіна і Відінської області»). Це правда, що відносини між волоськими правителями Владиславом I та Раду I і болгарськими царями з Тирново і Відіна, Шишманом і Іваном Срациміром були дуже напружені, причому останній вів боротьбу за спадок на батьківський трон. Після того, як Владиславу I вдалося анексувати Видин, але пізніше він віддав її законному правителю. Цілком можливо, що те ж саме було зроблено Раду I, хоча докази, що підтримують цю теорію, є недостатніми.
Точна дата його смерті, а також його могила, залишаються невідомими. У результаті археологічних розкопок, в 1920 році в княжому некрополі, розташованому в соборі Куртя-де-Арджеш, була знайдена багата гробниця кінця XIV століття, імовірно в якій був похований Раду I. Аксесуари та ювелірні вироби показують його як потужного феодального правителя.
У 1383 році після смерті Раду волоський престол зайняв його старший син Дан I.